# The Unborn
The Unborn (bra: Alma Perdida; prt: Espírito do Mal) é um filme de terror e suspense norte-americano estreado no dia 9 de Janeiro de 2009. Este foi realizado e escrito por David S. Goyer, produzido por Michael Bay e conta com Odette Yustman, Cam Gigandet, Meagan Good e Gary Oldman nos principais papéis.